# Johanna Bischitz
Johanna Bischitz, född 1827, död 1898, var en ungersk feminist. Hon grundade PIN, Pest's Israelitiska kvinnoförening, Ungerns första judiska kvinnoorganisation, och var dess första vice ordförande (under Maria Gottesmann) 1866-73 och dess andra ordförande 1873-98. Hon efterträddes av Katalin Gerö, som blev PIN:s sista ordförande.  
Hon var dotter till den förmögne judiske fabrikören Moritz Fischer och Maria och gifte sig 1852 med den förmögne judiske godsägaren David Bischitz. Hon grundade år 1866 PIN som en välgörenhetsförening för fattiga judar i Budapest: föreningen blev en av Ungerns största och drev hem och skolor för föräldralösa flickor, yrkesskolor för kvinnor och soppkök. PIN var en välgörenhetsorganisation, men Bischitz inriktade sig mycket på särskilt kvinnors behov och flickors och kvinnors möjlighet att utbilda sig för att kunna försörja sig, och var därmed en tidig representant för kvinnorörelsen innan någon verklig kvinnorörelse ännu hade skapats i Ungern. Hon blev både populär och internationellt berömd och besöktes av kejsarinnan Elisabet 1871. 
1879 blev hon den första icke adliga kvinna att motta Krongyllene meritorden. 1895 adlades hennes familj för hennes gärningars skull. Hennes begravning blev en nationell tillställning med tusentals sörjande. 